# Breitenwang
Breitenwang – gmina w Austrii, w kraju związkowym Tyrol i powiecie Reutte. Zlokalizowana w Alpach Algawskich. Ośrodek narciarski. Liczy 1454 mieszkańców (1 stycznia 2017).
W 1994 odbyły się tutaj Mistrzostwa Świata Juniorów w Narciarstwie Klasycznym.W latach 80 i 90. XX wieku kilkakrotnie rozgrywano tutaj zawody Pucharu Świata w kombinacji norweskiej.